# 桃花运 (电影)

电影主海报

《桃花运》是由银都机构有限公司、寰亚电影制作有限公司、安乐影片有限公司联合出品的一部桃色喜剧。影片由马俪文执导，葛优、邬君梅、梅婷、郭涛等联合主演，于2008年11月20日在中国大陆上映。影片主要讲述了桃花运以不同的方式降临在一群身份、年龄各异的都市男女身上后发生的一系列有甜有酸的恋爱故事。

## 制作人员
- 导演：马俪文
- 编剧：马俪文

## 演员名单
- 邬君梅　饰　叶圣婴
- 葛　优　饰　王莽
- 范冰冰　饰　受骗眼镜女
- 丛　珊　饰　受骗女子
- 郭　涛　饰　张苏
- 元　秋　饰　高雅娟
- 梅　婷　饰　章迎
- 耿　乐　饰　赵大
- 宋　佳　饰　林聪
- 李　晨　饰　关祥
- 李小璐　饰　晓美
- 段奕宏　饰　宗扬
- 刘震云　饰　魏翔(叶圣婴前夫)
- 李凤绪　饰　魏祥女友
- 陈西贝　饰　圆芯子
- 厉　娜　饰　章迎女友